# Чернухин, Евгений Юрьевич
Евгений Юрьевич Чернухин (бел. Яўген Юр’евіч Чарнухін; род. 2 марта 1984, Витебск) — белорусский футболист, выступавший на позиции полузащитника, тренер.

## Карьера
Воспитанник футбольной академии витебского «Локомотива». В 2004 году перешёл в «Оршу», за которую выступал вплоть до 2006 года, после чего покинул клуб. В 2007 году закончил Витебский государственный университет, также начав карьеру тренера в СДЮШОР «Витебска». В 2008 году получил диплом магистра Витебского государственного университета, а в 2009 году закончил образование также и в Белорусском государственном университете физической культуры. В 2009 году работал главным тренером в академии «Лужесно». В 2010 году присоединился к академии клуба «ПМЦ-Поставы», где работал с командой до 17 лет. Также в этот период выступал на любительском уровне в российском клубе «Рудня» и за белорусский клуб «Приозёрье» из Второй Лиги.
В 2015 году присоединился к тренерскому штабу «Витебска». Также привлекался к юношеским сборным Беларуси в роли одного из тренеров. По окончании контракта в 2017 году покинул клуб. В январе 2018 году стал ассистентом главного тренера в российском клубе «Тосно». Но уже в следующем году вернулся в тренерский штаб «Витебска», в составе которого принял участие в финале Кубка Беларуси и в еврокубках. В январе 2020 года вошёл в тренерский штаб борисовского БАТЭ.
В декабре 2020 года появилась информация, что специалист возглавит тренерский штаб «Витебска». Вскоре официально стал главным тренером витебского клуба. На момент лицензирования клуба к допуску для участия в Высшей Лиге у специалиста отсутствовала необходимая тренерская лицензия УЕФА категории «PRO». В августе 2022 года белорусский специалист покинул пост главного тренера клуба, однако остался в структуре клуба в роли тренера дублирующего состава и ассистента лавного тренера. В январе 2023 года покинул клуб.
В январе 2023 года белорусский специалист присоединился к тренерскому штабу российского клуба «Пари Нижний Новгород» в роли ассистента главного тренера. В феврале 2023 года покинул российский клуб. В феврале 2023 года стал главным тренером молодёжной команды «Витебска».
В июне 2023 года вошёл в тренерский штаб российской «Уфы» в роли тренера-аналитика. В августе 2023 года специалист получил тренерскую лицензию категории PRO.
30 апреля 2025 года занял должность ассистента главного тренера «Витебска» в штабе недавно получившего назначение Игоря Слесарчука. 20 августа оставил должность в «Витебске», где чуть ранее объявил о разрыве сотрудничества с Игорем Слесарчуком. Стороны достигли обоюдного согласия о прекращении работы. Специалист покинул «Витебск» уже в пятый раз.